# Tamara Pazos Cordal
Tamara Pazos Cordal   (la Corunya, 1992) és llicenciada en Biologia i divulgadora de la ciència a Instagram a través del compte @Putamen_T, nom que fa referència a una part del cervell.
Es va llicenciar en Biologia i des que va acabar la carrera s'ha dedicat a l'edició. Va fer un màster en Neurociència i es va especialitzar en comportament humà. El 2023 investiga en la seva tesi doctoral com utilitzar la divulgació científica com a prevenció de riscos per a la salut.